# Hieracium megalochaetum
Hieracium megalochaetum es una especie de planta con flor del género Hieracium, de la familia Asteraceae, orden Asterales.

## Distribución
Hieracium megalochaetum se distribuye por Bolivia y Argentina.

## Taxonomía
Fue descrita científicamente por Zahn.